# 鹿兒島市立皇德寺小學校
鹿兒島市立皇德寺小學校位在日本鹿兒島縣鹿兒島市，是一間由鹿兒島市設立的小學校。

## 概要
約位於鹿兒島市南部、皇德寺台東部的小學校。1991年5月27日正式從宮川小學校分離，設置該校。

## 歷史
- 1991年4月1日 - 從鹿兒島市立宮川小學校分離，鹿兒島市立皇德寺小學校開校。
  - 5月27日 - 舉行開校紀念典禮。
- 1993年3月16日 - 加蓋校舍完工。
- 1994年11月20日 - 鹿兒島縣兒童學生作曲比賽獲獎。
- 1995年2月20日 - 全國教育美術獎獲獎。
  - 8月18日 - NHK合唱比賽奪得審查員特別獎。
- 1998年 - 獲得學校保健統計調查文部大臣獎。
- 2006年8月9日 - NICONICO每月標語部分作品比賽獲獎。

## 學區
皇德寺小學校的學區為以下的區域：
- 皇德寺台一丁目至三丁目全區
- 山田町一部分

## 著名出身人物
- 柏木由紀（AKB48成員）

## 外部連結
- 鹿兒島市立皇德寺小學校網站